# Мелони, Роберто
Роберто Агостино Мелони (итал. Roberto Agostino Meloni, родился 6 декабря 1977 в Ардаре) — итальянский и латвийский певец и телеведущий. Дважды участвовал в Евровидении: в 2007 году как член группы Bonaparti.lv и в 2008 году как член группы Pirates of the Sea.

## Биография

### Ранние годы
Роберто Мелони родился 6 декабря 1977 года в городе Ардара на итальянском острове Сардиния. Пятый ребёнок в семье: три сестры и один брат. Учился в школе в Оцьери, окончил университет Сассари с отличием по специальности «иностранные языки и литература», а затем выиграл стипендию и право на поездку в Ригу, в Латвию, где и позднее осел.

### Музыкальная карьера
Музыкой он занимался с 4 лет, участвуя в ряде концертов, в том числе в фестивале Una Voce в Сан-Ремо в 1995 году. В 2004 году он принял участие в латвийском реалити-шоу Talantu Fabrika (аналог «Фабрики Звёзд») и вышел в финал, обретя популярность как единственный иностранный участник этого шоу. В мае того же года он создал дуэт с Елизаветой Загорской, но их первый альбом Viva el Amor вышел только через 4 года, в марте 2008 года.
В 2011 году Мелони дал ряд концертов на Украине. С августа по октябрь 2011 года Мелони находился на Сардинии, где снял два видеоклипа на свои песни «The love is a tango» и «I love you lady», ставшие популярными в Латвии. В том же году он был удостоен почётной награды Сардинии «Navicello d'argento», присуждаемой жителям Сардинии за прославление своего острова.
В 2012 году он записал песню «Paslepes» с певицей Jenny May, сняв видеоклип. В настоящее время Роберто Мелони является одним из участников литовского шоу «The Voice». По собственным словам, он мечтает появиться и в российском шоу «Голос».

#### Евровидение
В 2007 году Роберто Мелони в составе группы теноров Bonaparti.lv отправляется на Евровидение в Финляндию. Группа исполнила песню «Questa Notte», которая заняла 16-е место (54 очка).
В 2008 году Роберто снова попал на Евровидение, но уже как член группы Pirates of the Sea, в которой выступали также танцовщица Александра Курусова (победительница латвийского шоу «Танцы со звёздами» и телеведущий Янис Вайшля. Группа с песней «Wolfes of the Sea» стала 12-й на конкурсе с 83 баллами, а телекомпания Би-би-си назвала костюмы членов группы самыми стильными на конкурсе. Песня стала хитом в Дании и Германии. В июле того же года Pirates of the Sea выступили на Славянском базаре в Витебске.
В 2009 году Роберто Мелони оглашал голоса Латвии на Евровидение 2009. В финале латвийского отбора на Евровидение-2009 его группа Pirates of the Sea исполнила английскую кавер-версию песни «Moskau» группы «Dschinghis Khan».

### Кино и театр
Мелони играет в латвийском театре: так, он играл главные роли в мюзиклах «Вестсайдская история», «Отверженные» и «Робинзон Крузо». В мае 2009 года на латышской сцене была поставлена комедия «Ladies' Night» (ставилась также её версия на русском под названием «Орлы стриптиза»), которая имела успех и в соседней Литве.
Роберто Мелони озвучил для латышской версии мультфильма «Мадагаскар 3» морского льва Стефано.

### Телевидение
В 2007 году Роберто принял участие в латвийской версии шоу «Танцы со звёздами» (его партнёршей была танцовщица Лаура Косите), покинув проект шестым, а также появился в телешоу Sapni Piepildas. В 2008 году он участвовал вместе с группой Pirates of the Sea в шоу Carràmba! Che sorpresa итальянской телеведущей Рафаэллы Карры.

### Личная жизнь
Роберто холост, хотя мечтает жениться на латышке, русской, украинке или итальянке. Помимо родного итальянского, знает латышский, английский и немного русский, в настоящее время изучает литовский.